# Onesia tibialis
Onesia tibialis är en tvåvingeart som först beskrevs av Macquart 1846.  Onesia tibialis ingår i släktet Onesia och familjen spyflugor.
Artens utbredningsområde är Tasmanien. Inga underarter finns listade i Catalogue of Life.